# Dirphia tribunalis
Dirphia tribunalis är en fjärilsart som beskrevs av Hermann Burmeister 1878. Dirphia tribunalis ingår i släktet Dirphia och familjen påfågelsspinnare. Inga underarter finns listade i Catalogue of Life.